# La Voz de Ibiza
La Voz de Menorca fue un periódico español editado en Ibiza entre 1922 y 1936.

## Historia
Fue fundado en 1922 a iniciativa de Abel Matutes Torres, importante empresario ibicenco. Fue una publicación de línea editorial independiente, aunque cercana en sus inicios al Partido Liberal ibicenco. A lo largo de su existencia convivió con otro diario local, el Diario de Ibiza. Continuaría editándose hasta el estallido de la Guerra civil.